# Chondracanthus tuberculatus
Chondracanthus tuberculatus – gatunek widłonoga z rodziny Chondracanthidae. Nazwa naukowa tego gatunku skorupiaków została opublikowana w 1832 roku przez fińskiego biologa Alexandra von Nordmanna.